# Scopula benetotata
Scopula benetotata är en fjärilsart som beskrevs av Louis Beethoven Prout 1932. Scopula benetotata ingår i släktet Scopula och familjen mätare. Inga underarter finns listade.